# قرار مجلس الأمن التابع للأمم المتحدة رقم 2510
قرار مجلس الأمن التابع للأمم المتحدة رقم 2510، المعتمد في 12 فبراير 2020. دعا إلى وقفٍ لإطلاقِ النار على الصعيد الوطني في ليبيا وإنفاذ حَظر الأَسلحة المفروض على ليبيا. وبحسبِ القرار، فإن وقفَ إطلاق النار لا يَنطبقُ على العمليَّات العسكريَّة ضِد حكومة الوفاق الوطني وَخليفة حفتر.
امتَنعت روسيا عن التَّصويت.

## وصلات خارجية
- نص القرار في undocs.org